# Michaelsberg (Untergrombach)
Pour les articles homonymes, voir Michaelsberg (homonymie).
Le Michaelsberg est une colline située à Untergrombach, un village appartenant à la ville de Bruchsal, dans le Land de Bade-Wurtemberg, en Allemagne.

## Histoire
Un établissement néolithique a été découvert et fouillé à son sommet. C'est le site type pour la culture de Michelsberg.

## Bâtiments
Au sommet s'élève une chapelle, la Michaelskapelle (de).

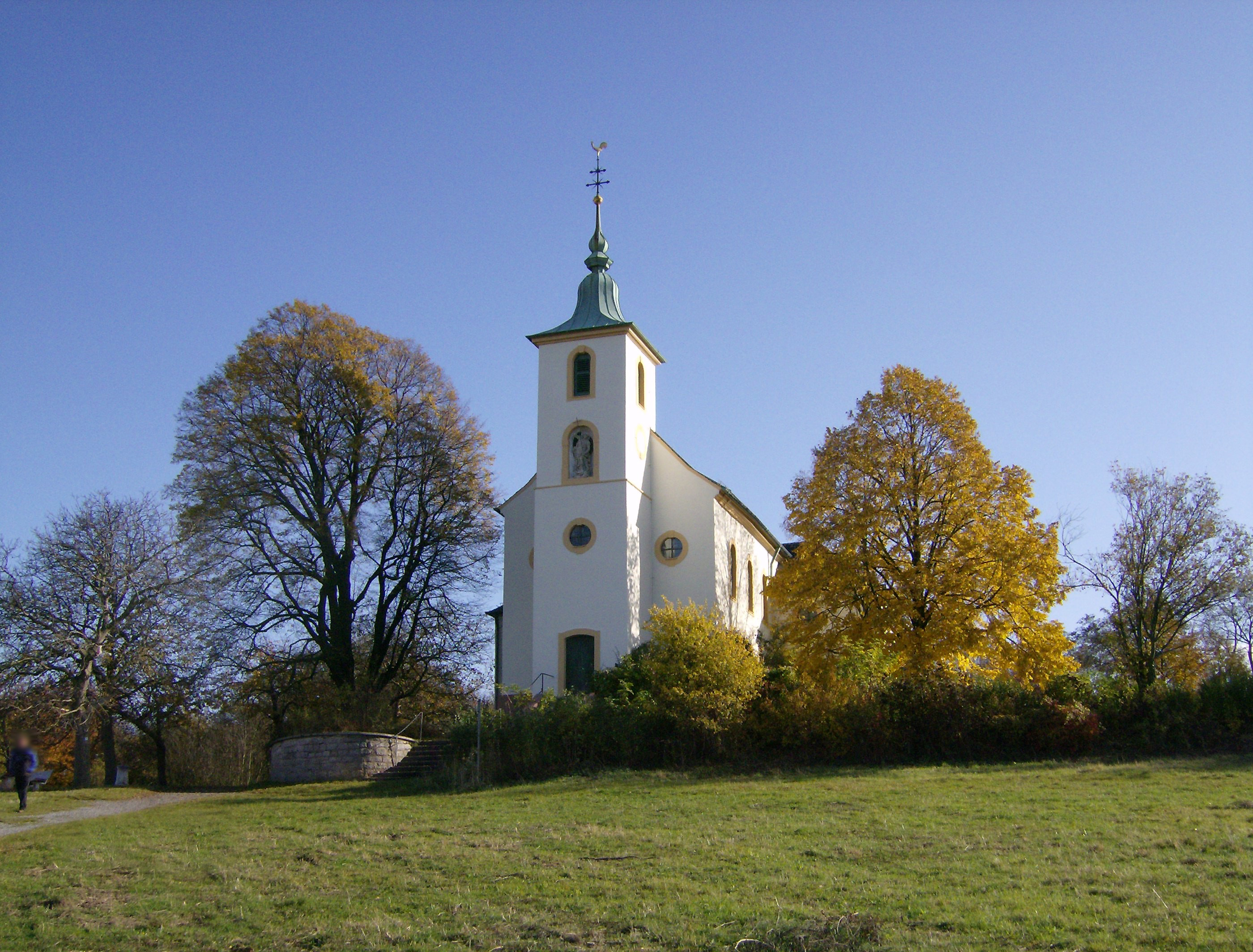
L'extérieur.
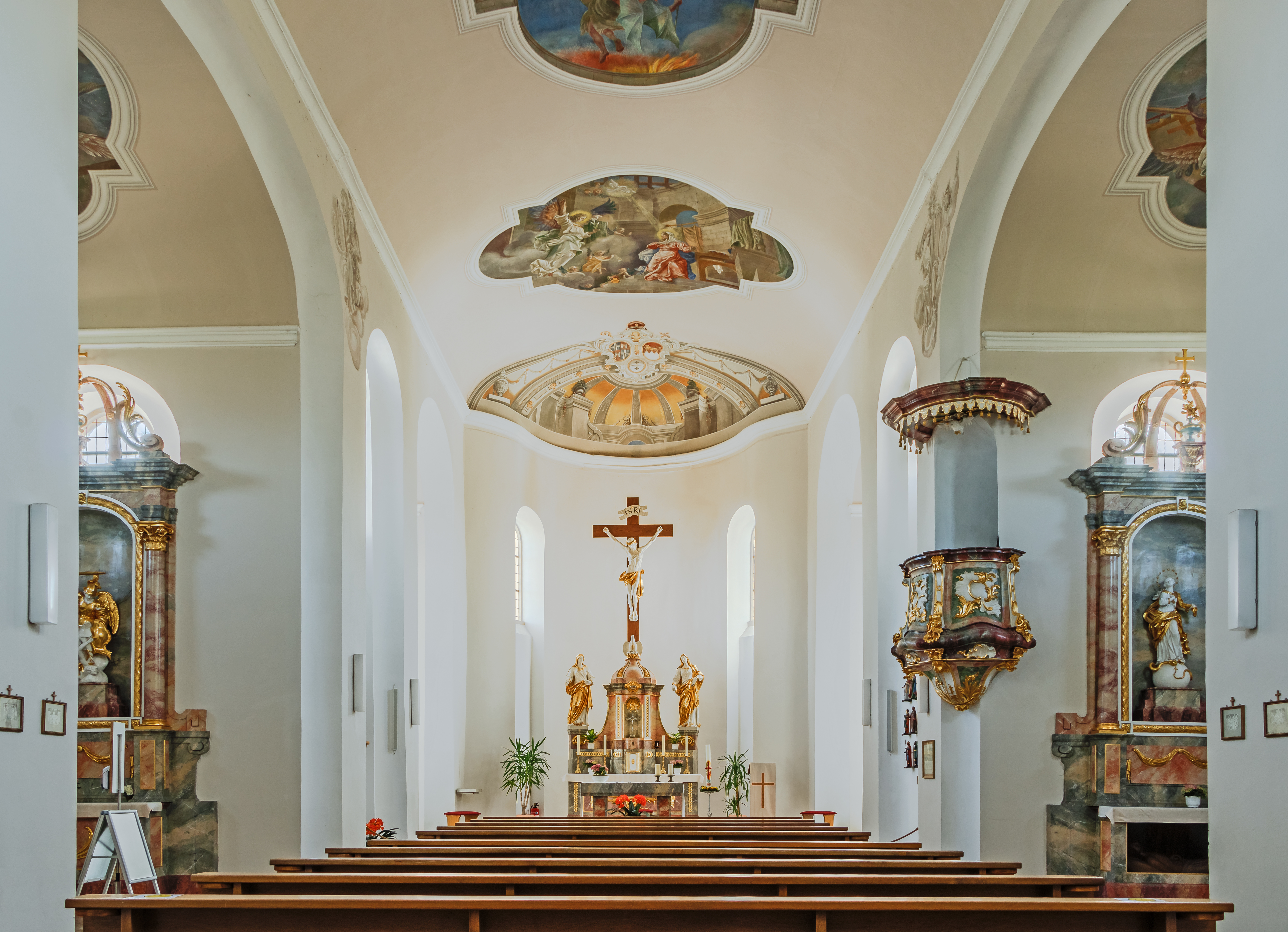
L'intérieur.
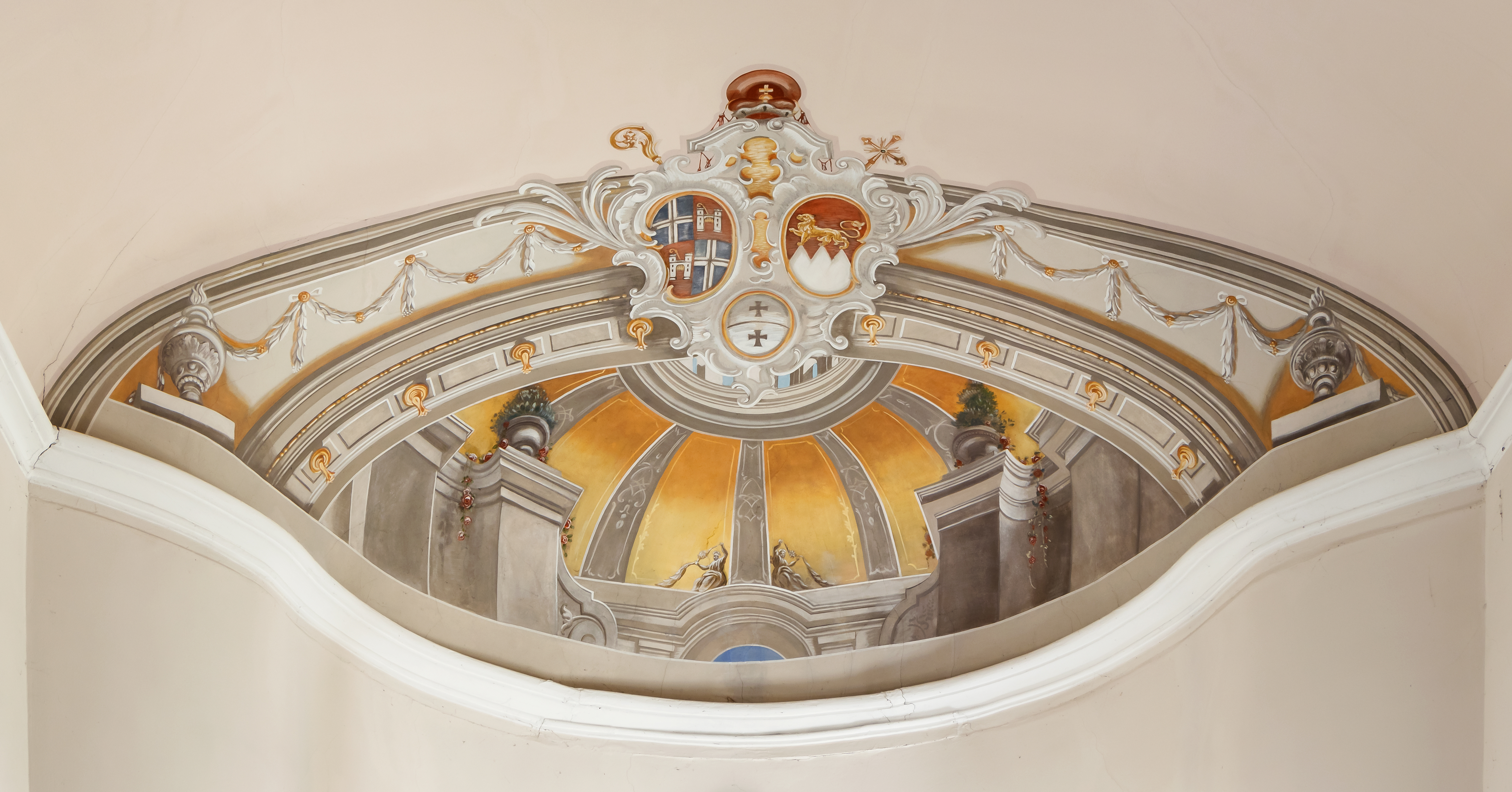
Peinture au plafond de la chapelle Saint-Michel figurant les armes de la principauté épiscopale de Spire, celles de la famille de Schönborn, de l'abbaye Saint-Pierre-et-Saint-Paul de Wissembourg, ainsi que de l'ordre Teutonique. Cette œuvre a été réalisée par Josef Mariano Kitschker entre 1907 et 1909.